# Mitsubishi Heavy Industries
Mitsubishi Heavy Industries, Ltd. (jap. 三菱重工業株式会社 Mitsubishi Jūkōgyō Kabushiki-gaisha, MHI) – japońska międzynarodowa firma inżynieryjna z siedzibą w Tokio, zajmująca się głównie przemysłem ciężkim, ale także sprzętem elektrycznym i elektronicznym. Jest jedną z głównych firm w grupie Mitsubishi.
Obszary działalności firmy obejmują ląd, morze, powietrze i przestrzeń kosmiczną (JAXA). MHI, wraz z KHI i IHI, jest jednym z trzech największych japońskich przedsiębiorstw przemysłu ciężkiego w Japonii.